# Hans Hess
Hans Hess, född 1902, var en tysk bobåkare. Han var med i de Olympiska vinterspelen 1928 i Sankt Moritz och blev olympisk bronsmedaljör i femmansbob.